# Beerzerveld
Beerzerveld is een dorp in de gemeente Ommen 
in de Nederlandse provincie Overijssel en ligt op ongeveer 16 kilometer ten noorden van Almelo. 
Het dorp is ontstaan langs het Kanaal Almelo-De Haandrik 
(een zijkanaal van het Overijssels Kanaal) omstreeks 
het midden van de 19e eeuw tijdens de turfwinning en latere 
ontginning van de woeste gronden onder 
Beerze. Beerzerveld had - met het 
omliggende gebied - 1.065 
inwoners op 1 januari 2023.
Beerzerveld heeft nu 1025 inwoners. in Beerzerveld zijn ook het 
voetbalveld van VV Marienberg, en de gymzaal van Mabeco gevestigd. 
Beerzerveld heeft ook een eigen buurtbus. Dit wordt gedaan via vrijwilligerswerk.
Beerzerveld heeft 2 basisscholen voor regulier protestants onderwijs: 
CBS De Schakel aan de Beerzerhaar en PCBS De Hoekstee aan de Oordtstraat. 
Verder heeft Beerzerveld nog een groot aantal bedrijven. Ook heeft Beerzerveld een kerk (PKN) aan de Westerweg.

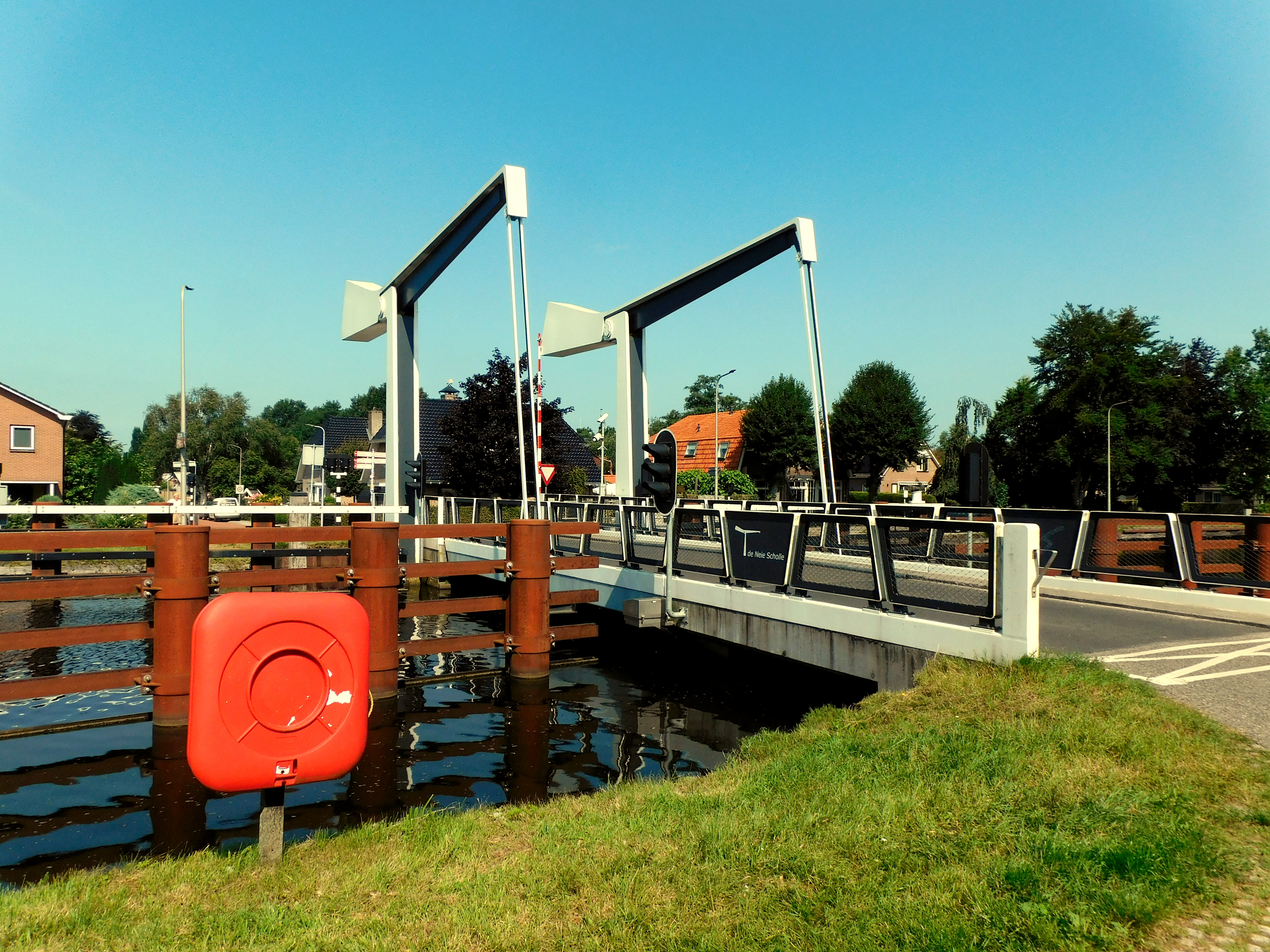
Brug Neie Scholle bij Beerzerveld

In de jaren 2010 - 2015 werd het Kanaal Almelo-De Haandrik verdiept om het geschikt te maken voor schepen tot 700 ton.
Alle bruggen in het traject zijn vervangen waaronder die van Beerzerveld, de nieuwe brug werd Neie Scholle genoemd wat verwijst
naar een eerdere scholle (vlotbrug).
De brug is een ontwerp van Jorge Noguera de Moura (São Paulo, Brazilië), hij gaf de brug de naam Herons (reigers).
Evenals in Vroomshoop en Geerdijk is waarschijnlijk schade aan de huizen ontstaan door de werkzaamheden.
Stad: Ommen      Dorpen: Lemele · Vilsteren 

Buurtschappen: Archem · Arriën · Arriërveld · Beerze · Beerzerveld · Besthmen · Dalmsholte (deels) · Eerde · Emsland · Giethmen · Hoogengraven · Junne · Nieuwebrug · Ommerbosch · Ommerkanaal · Ommerschans · Ommerveld · Rotbrink · Stegeren · Stegerveld · Varsen · Vinkenbuurt · Witharen · Zeesse

Overijssel · Steden en dorpen      Nederland · Provincies · Gemeenten